# James Jones
James Andrew Jones (Miami, 4 de outubro de 1980) é um ex-jogador profissional de basquete norte-americano que atuava na NBA. Atualmente é o general manager (GM) do Phoenix Suns.

## Carreira na NBA
Foi escolhido pelo Indiana Pacers no NBA Draft de 2003 vindo da Universidade de Miami. Depois de jogar apenas 26 minutos ao longo de seis jogos durante a sua campanha de estreia, ele jogou quase uma temporada completa durante 2004-05, com médias de 4,9 pontos por jogo. Jones foi negociado pelos Pacers com o Phoenix Suns em 25 de agosto de 2005, em troca de uma escolha na segunda rodada do NBA Draft de 2008. Em junho de 2007, Jones foi negociado com o Portland Trail Blazers, juntamente com os direitos de Rudy Fernandez, a escolha 24 no NBA Draft de 2007, em troca de considerações em dinheiro. Durante a temporada de 2007, Jones ficou perto do topo do ranking no percentual de arremessos de três pontos, terminando em terceiro no campeonato, com um percentual de arremessos de 44,4%. Apesar de seu bom desempenho no ano, Jones não foi selecionado para participar do torneio de três pontos durante o NBA All-Star Game 2008, para grande desgosto dos fãs do Trail Blazers. Em 26 de junho de 2008, Jones optou por sair do Trail Blazers, fazendo dele um agente livre para o período de pós-temporada. Em 9 de julho de 2008, Jones assinou um contrato com o Miami Heat.
Ele ganhou US $ 4 milhões em seu primeiro ano de um contrato de cinco anos em potencial, no valor de até US $ 23,2 milhões. Os dois primeiros anos foram garantidos, enquanto os três últimos foram opções detidas por ambos, Miami Heat e Jones. Em 29 de junho de 2010, ele foi liberado para abrir espaço no teto salarial no valor de US $ 400.000. Em 19 de julho de 2010, Jones reassinou com o Miami Heat pelo mínimo da liga. Em 19 de fevereiro de 2011, Jones venceu o Three-Point Contest, em Los Angeles, no Staples Center. Na temporada 2011-12, conquistou o seu primeiro campeonato da NBA ao lado do Miami Heat, após vencer por 4-1 a série frente ao Oklahoma City Thunder. Na temporada 2012-13, conquistou o seu segundo campeonato da NBA, quando o Heat derrotou por 4-3 o San Antonio Spurs na final.
Após perder uma revanche contra os Spurs em 2014, Jones seguiu LeBron James enquanto este saía do Heat para o Cleveland Cavaliers. Ambos se tornaram parte do seleto grupo a alcançar cinco finais de NBA consecutivas, feito só alcançado pelos times do Boston Celtics na década de 1960, porém a final foi perdida para o Golden State Warriors. Na temporada 2015-16, conquistou o seu terceiro campeonato da NBA, quando o Cleveland Cavaliers derrotou por 4-3 o Golden State Warriors na final, após estar perdendo por 3-1, um feito inédito na história da NBA. Após mais um vice-campeonato diante do Warriors em 2017, Jones se aposentou ao ser nomeado vice-presidente de operações de basquete do Suns.

## Prêmios
- 2015-16 NBA Champion
- 2012-13 NBA Champion
- 2011-12 NBA Champion
- 2010-11 NBA Three-Point Contest Champion
- 2002-03 Honorable Mention All-Big East Conference Team
- 2002-03 Verizon Academic All-American
- 2002-03 Big East All-Academic Team
- 2001-02 All-Big East Conference Third Team
- 2001-02 Verizon Academic All-District III selection
- 2001-02 Big East All-Academic Team
- 2000-01 Big East All-Academic Team
- 1999-00 Big East All-Academic Team
- 1998-99 Class 6A Player of the Year in Florida
- 1998-99 First-team All-State Selection
- 1998-99 First-team All-Dade County Selection
- 1998-99 Miami Herald Boy's Basketball Player of the Year

## Estatísticas na NBA
| † | Campeão da temporada da NBA |
|   | Líder da liga               |

### Temporada Regular
| Ano      | Equipe     | PJ  | PT | MPJ  | AP   | 3P   | LL    | RT  | AS  | BR  | TO  | PPJ |
| -------- | ---------- | --- | -- | ---- | ---- | ---- | ----- | --- | --- | --- | --- | --- |
| 2003-04  | Pacers     | 6   | 0  | 4.3  | .222 | .250 | 1.000 | 0.3 | 0.0 | 0.2 | 0.0 | 1.2 |
| 2004-05  | Pacers     | 75  | 24 | 17.7 | .396 | .398 | .855  | 2.3 | 0.8 | 0.4 | 0.4 | 4.9 |
| 2005-06  | Suns       | 75  | 24 | 23.6 | .418 | .386 | .851  | 3.4 | 0.8 | 0.5 | 0.6 | 9.3 |
| 2006-07  | Suns       | 76  | 7  | 18.1 | .368 | .378 | .877  | 2.3 | 0.6 | 0.4 | 0.6 | 6.4 |
| 2007-08  | Blazers    | 58  | 3  | 22.0 | .437 | .444 | .878  | 2.8 | 0.6 | 0.4 | 0.3 | 8.0 |
| 2008-09  | Heat       | 40  | 1  | 15.8 | .369 | .344 | .839  | 1.6 | 0.5 | 0.5 | 0.3 | 4.2 |
| 2009-10  | Heat       | 36  | 6  | 14.0 | .361 | .411 | .821  | 1.3 | 0.5 | 0.3 | 0.1 | 4.1 |
| 2010-11  | Heat       | 81  | 8  | 19.1 | .422 | .429 | .833  | 2.0 | 0.5 | 0.4 | 0.2 | 5.9 |
| 2011-12  | Heat†      | 51  | 10 | 13.1 | .380 | .404 | .833  | 0.9 | 0.4 | 0.3 | 0.2 | 3.6 |
| 2012-13  | Heat†      | 38  | 0  | 5.8  | .344 | .302 | .500  | 0.6 | 0.3 | 0.1 | 0.2 | 1.6 |
| 2013-14  | Heat       | 20  | 6  | 11.8 | .456 | .519 | .636  | 1.2 | 0.5 | 0.2 | 0.2 | 4.9 |
| 2014-15  | Cavaliers  | 57  | 2  | 11.7 | .368 | .360 | .848  | 1.1 | 0.4 | 0.2 | 0.1 | 4.4 |
| 2015-16  | Cavaliers† | 48  | 0  | 9.6  | .408 | .394 | .808  | 1.0 | 0.3 | 0.2 | 0.2 | 3.7 |
| Carreira |            | 661 | 91 | 16.2 | .399 | .398 | .846  | 1.9 | 0.5 | 0.3 | 0.3 | 5.4 |

### Playoffs
| Ano      | Equipe     | PJ  | PT | MPJ  | AP   | 3P   | LL    | RT  | AS  | BR  | TO  | PPJ |
| -------- | ---------- | --- | -- | ---- | ---- | ---- | ----- | --- | --- | --- | --- | --- |
| 2004-05  | Pacers     | 13  | 0  | 16.5 | .413 | .400 | .444  | 2.1 | 0.8 | 0.5 | 0.5 | 4.0 |
| 2005-06  | Suns       | 20  | 6  | 17.7 | .341 | .308 | .846  | 3.6 | 0.3 | 0.2 | 0.9 | 4.3 |
| 2006-07  | Suns       | 11  | 6  | 15.5 | .528 | .444 | .818  | 1.4 | 0.3 | 0.2 | 0.2 | 5.0 |
| 2008-09  | Heat       | 7   | 7  | 33.6 | .531 | .500 | .917  | 2.3 | 0.7 | 0.4 | 0.1 | 9.6 |
| 2009-10  | Heat       | 1   | 0  | 9.0  | 0.0  | 0.0  | 1.000 | 0.0 | 0.0 | 0.0 | 0.0 | 2.0 |
| 2010-11  | Heat       | 12  | 0  | 22.7 | .471 | .459 | 1.000 | 2.5 | 0.2 | 0.5 | 0.2 | 6.5 |
| 2011-12  | Heat†      | 20  | 0  | 8.7  | .372 | .300 | 1.000 | 1.0 | 0.1 | 0.2 | 0.0 | 2.5 |
| 2012-13  | Heat†      | 9   | 0  | 3.7  | .429 | .750 | .000  | 0.3 | 0.0 | 0.0 | 0.1 | 1.0 |
| 2013-14  | Heat       | 15  | 0  | 8.4  | .450 | .469 | .667  | 0.7 | 0.3 | 0.2 | 0.1 | 3.5 |
| 2014-15  | Cavaliers  | 20  | 0  | 15.6 | .347 | .344 | .929  | 1.5 | 0.5 | 0.4 | 0.2 | 4.4 |
| 2015-16  | Cavaliers† | 12  | 0  | 4.6  | .200 | .143 | .250  | 0.3 | 0.3 | 0.0 | 0.0 | 0.5 |
| Carreira |            | 140 | 19 | 13.9 | .407 | .391 | .845  | 1.6 | 0.3 | 0.3 | 0.3 | 3.9 |